# NGC 5078
NGC 5078 is een spiraalvormig sterrenstelsel in het sterrenbeeld Waterslang. Het hemelobject werd op 28 maart 1786 ontdekt door de Duits-Britse astronoom William Herschel.

## Synoniemen
- ESO 508-48
- MCG -4-32-1
- AM 1317-270
- IRAS13170-2708
- PGC 46490